# Les Républicains (Nouvelle-Calédonie)
Ne doit pas être confondu avec Les Républicains calédoniens.
La fédération Les Républicains de Nouvelle-Calédonie est une alliance de partis politiques de droite anti-indépendantiste en Nouvelle-Calédonie. Elle se fonde sur une coordination des militants du parti Les Républicains initiée le 12 juin 2015, un groupe politique constitué au Congrès lors de l'ouverture de la deuxième année d'exercice de la IVe mandature issue du statut de l'accord de Nouméa, le 16 juillet 2015, et une charte des valeurs communes signée le 11 août 2015. Elle est affiliée au parti Les Républicains.
Si le Mouvement populaire calédonien (MPC) de Gaël Yanno, qui était autrefois associé à l'Union pour un mouvement populaire (UMP) puis au nouveau mouvement, a participé à la création de la coordination en juin 2015, il n'a pas rejoint le groupe politique et n'a pas signé la charte des valeurs. Dans les faits, « Les Républicains de Nouvelle-Calédonie » se retrouve essentiellement être la succession de l'alliance politique du Front pour l'unité (FPU) formée pour les élections provinciales de 2014 autour du Rassemblement (ancien Rassemblement pour la Calédonie dans la République ou RPCR puis Rassemblement-UMP) de Pierre Frogier. Outre ce dernier parti, « Les Républicains de Nouvelle-Calédonie » réunissent l'Avenir ensemble de Harold Martin, le Rassemblement pour la Calédonie (RPC) d'Isabelle Lafleur, le Mouvement de la diversité (LMD) de Simon Loueckhote, Tous Calédoniens de Pascal Vittori, mais aussi des personnalités isolées telles que des dissidents du MPC emmenés par Sonia Backès, mais aussi Didier Leroux (ancien délégué du Mouvement démocrate ou MoDem en Nouvelle-Calédonie).
Cette coalition éclate lors de la campagne pour les élections législatives des 11 et 18 juin 2017 en Nouvelle-Calédonie, avec plusieurs candidatures concurrentes pour le premier tour dans les deux circonscriptions et le changement d'alliance du Rassemblement qui s'associe à Calédonie ensemble, le MPC et Tous Calédoniens dans une « Plateforme commune » pour le second tour ainsi que pour, par la suite, faire front commun dans les négociations avec les indépendantistes sur l'avenir institutionnel. Les autres formations non-indépendantistes s'unissent derrière Sonia Backès pour former un nouveau groupe au Congrès qui prend le nom de « Les Républicains calédoniens ».
Un nouveau groupement de parti, qui reprend le nom de « Les Républicains », se forme à nouveau après l'éclatement de cette « Plateforme commune » le 13 juin 2018 : il s'agit à la fois d'une association pour faire campagne ensemble pour le « non » à la consultation sur l'accession de la Nouvelle-Calédonie à la pleine souveraineté du 4 novembre 2018, présidée par Virginie Ruffenach (secrétaire générale du Rassemblement), d'une alliance électorale pour les futures élections provinciales contre Calédonie ensemble et Les Républicains calédoniens, et d'un groupe au Congrès. Il est composé du Rassemblement et du MPC, mais aussi, en dehors des Assemblées provinciales, de Tous Calédoniens,. En 2019, lors de l'ouverture de la nouvelle législature, il est remplacé par L'Avenir en confiance, mais il se réactive (en étant limité au Rassemblement et à Tous Calédoniens) pour les échéances nationales de 2022.

## Formation des Républicains de Nouvelle-Calédonie en 2015

### Un prémisse: coordination des militants du parti Les Républicains en Nouvelle-Calédonie
À la suite de la transformation de l'Union pour un mouvement populaire en Les Républicains en mai 2015 et au rapprochement amorcé depuis le début de l'année 2015 par deux forces politiques anti-indépendantistes néo-calédoniennes (le Front pour l'unité dominé par le Rassemblement du sénateur Pierre Frogier et l'Union pour la Calédonie dans la France dominée par le Mouvement populaire calédonien de l'ancien député et président du Congrès Gaël Yanno) par opposition à Calédonie ensemble du député UDI Philippe Gomès, une réunion est organisée à Paris autour de Nicolas Sarkozy le 4 juin 2015. Il y est décidé de « la création d'une "Coordination des Républicains en Nouvelle-Calédonie", composée à parité de représentants du Rassemblement et du Mouvement populaire calédonien. Cette Coordination pourra être élargie à tous les autres partis politiques calédoniens qui souhaiteraient s'y associer. Dans le respect de chacune de ses composantes, la Coordination aura pour objectif d'harmoniser, à chaque fois que c'est possible, les positions de ceux qui se reconnaissent dans les valeurs défendues par Les Républicains en Nouvelle-Calédonie. Seuls les partis membres de cette Coordination pourront revendiquer, en Nouvelle-Calédonie, l'appellation "Les Républicains". » Cette « Coordination » est officiellement constituée le 12 juin 2015, et doit se doter de statuts, d'une organisation internet et d'une charte des valeurs communes « dont le socle sera l'attachement au maintien de la Nouvelle-Calédonie dans la France ».

### Le problème de la constitution d'un groupe commun au Congrès
Au début du mois de juillet 2015, à l'approche du renouvellement de la présidence, du bureau et des commissions du Congrès prévu le 16 juillet 2015, les membres du Rassemblement souhaitent concrétiser cette « coordination » par la création d'un groupe politique commun. Le Rassemblement propose à Gaël Yanno de présenter sa candidature à l'élection de la Présidence du COngrès, en échange l' UCF doit rejoindre le Rassemblement dans un même groupe au sein de cette institution.
Le 8 juillet 2015, le deuxième parti associé auparavant à l'UMP et concerné par cet accord, le Mouvement populaire calédonien (MPC) de Gaël Yanno, lors d'un conseil politique, et tout en se disant « favorable » à cette « Coordination », refuse que cela se traduise par un groupe commun dans les institutions. La majorité des cadres du mouvement se déclarent opposés « dans les conditions actuelles » au fait de « rejoindre le groupe des Républicains au Congrès ». Ceci afin, selon eux, de « garder sa ligne politique définie lors de sa création » et de conserver l'existence de la coalition électorale et politique de l'Union pour la Calédonie dans la France (UCF) « en tant qu'alternative au Rassemblement et à Calédonie ensemble ». Ils décident également de soutenir la candidature de Gaël Yanno à sa réélection à la présidence du Congrès.
Une autre composante de l'UCF, le Mouvement républicain calédonien (MRC) de Philippe Blaise - créé en 2011 par des opposants à la proposition de Pierre Frogier de faire flotter côte à côte drapeau français et drapeau indépendantiste sur les bâtiments publics, il n'a jamais été associé à l'UMP - partage, par la voix de son président et unique élu, la position du MPC. Se définissant comme un « gaulliste libre », il se dit ainsi, « par pragmatisme et par souci de l’intérêt général des Calédoniens, favorable à une coordination au sein de la famille UMP et gaulliste, dans le respect de l’identité de chacun », mais hostile à toute fusion des groupes. Car, pour lui, « un groupe unique imposant la disparition du groupe UCF, avec des moyens centralisés, des locaux communs, une communication unique, une délégation unique pour les comités des signataires, sans doute menée par Pierre Frogier, c’est la négation même de notre liberté de pensée, de parole et d’action ».
C'est finalement le 10 juillet 2015 qu'une déclaration de constitution de groupe « Les Républicains » est déposée auprès du bureau du Congrès, avec dix signatures. Deux personnalités de l'UCF sur les six élus de ce groupe (qui disparaît de fait, le seuil de siège nécessaire pour la constitution d'un groupe étant précisément de six) rejoignent « Les Républicains ». C'est d'abord le cas d'Isabelle Lafleur, fille de l'ancien homme fort de la famille non-indépendantiste néo-calédonienne Jacques Lafleur et présidente du Rassemblement pour la Calédonie (RPC), tandis que l'autre élue de son parti, Nicole Robineau, rejoint pour sa part Calédonie ensemble. Le même jour, Sonia Backès, jusque-là secrétaire générale du MPC, qui a initié la constitution du groupe commun au Conngrès, démissionne du gouvernement de la Nouvelle-Calédonie dont elle était membre depuis 2009 pour redevenir membre du Congrès et prendre la future présidence de ce groupe. Elle justifie ainsi son choix, qu'elle qualifie d'« important, personnel et risqué » : « En 2014, j'étais tête de liste aux élections provinciales. Pendant cette campagne, j'ai répété chaque soir qu'il fallait réunir la famille loyaliste et la droite républicaine calédonienne. Ma démarche s'inscrit dans ce sens-là. Je rappelle qu'en Métropole, « Les Républicains » regroupent plein de tendances différentes. Il doit en aller de même en Calédonie. Personne ne perd son identité dans ce nouveau groupe. C'est vrai qu'il n'y a plus de groupe UCF, mais il n'y a plus non plus de groupe Rassemblement FPU. Il y a un groupe, Les Républicains. Il réunit différentes composantes qui étaient soit affiliées, soit proches de l'UMP ». Il est également prévu que ce nouveau groupe présentera un candidat issu de ses rangs face à Gaël Yanno.
Ce candidat, Thierry Santa (Rassemblement), est élu au second tour de scrutin avec la totalité des 29 voix non-indépendantistes du Congrès.

### Signature de la charte des valeurs
Le 11 août 2015, quinze personnalités, issues des forces déjà réunies au sein du groupe au Congrès, signent la charte des « valeurs communes des Républicains de Nouvelle-Calédonie », et annoncent la création formelle de la fédération dans un avenir proche :
- pour Le Rassemblement : Pierre Frogier (président, sénateur, signataire de l'accord de Nouméa), Éric Gay (vice-président, maire du Mont-Dore), Virginie Ruffenach (secrétaire générale adjointe chargée du projet de société et institutionnel), Thierry Santa (secrétaire général, président du Congrès), Yoann Lecourieux (secrétaire général adjoint chargé de la vie du parti, élu du Congrès), Grégoire Bernut (secrétaire général adjoint chargé de la communication, élu du Congrès) ;
- pour le RPC : Isabelle Lafleur (présidente, élue du Congrès, conseillère municipale d'opposition de Nouméa), Gérard Salaün (secrétaire), Jacques Leguéré ;
- pour l'Avenir ensemble : Harold Martin (président, élu du Congrès, maire de Païta, signataire de l'accord de Nouméa) ;
- pour les dissidents du MPC : Sonia Backès (présidente du groupe au Congrès, conseillère municipale d'opposition de Nouméa) ;
- pour le LMD : Simon Loueckhote (président, conseiller municipal d'opposition d'Ouvéa, signataire de l'accord de Nouméa) ;
- pour Tous Calédoniens : Pascal Vittori (président, conseiller municipal d'opposition de Boulouparis), Lionnel Brinon (secrétaire général, conseiller municipal d'opposition de La Foa) ;
- des personnalités isolées : Didier Leroux (ancien délégué régional de l'UDF puis du MoDem).

## Élus de 2015 à 2017

### Parlementaires
Les trois parlementaires du Rassemblement ont rejoint cette fédération des Républicains de Nouvelle-Calédonie.
Il s'agit de deux sénateurs élus en 2011 et membres du groupe Les Républicains (et avant 2015, du groupe UMP) :
- Pierre Frogier (président du Rassemblement depuis 2005, signataire de l'accord de Nouméa, ancien député RPR puis UMP de la 2e circonscription de 1996 à 2011, ancien élu du Congrès de 1985 à 2001 et de 2007 à 2014, ancien président du gouvernement de la Nouvelle-Calédonie de 2001 à 2004, ancien membre du gouvernement de la Nouvelle-Calédonie de 2001 à 2007, ancien président du Congrès de 1995 à 1997 et de 2007 à 2009, ancien président de l'Assemblée de la Province Sud de 2009 à 2012, ancien maire du Mont-Dore de 1987 à 2001)
- Hilarion Vendégou (vice-président du Rassemblement, maire de l'Île des Pins de 1989 à 2014 et depuis 2015, ancien élu du Congrès de 2009 à 2011, grand-chef coutumier)

S'y ajoute un député européen, élu depuis 2004 dans la section Pacifique de la circonscription Outre-Mer française, qui siège au sein du groupe du Parti populaire européen (PPE) :
- Maurice Ponga (président du comité d'éthique du Rassemblement, ancien élu du Congrès et de l'assemblée de la Province Nord de 1996 à 1999, ancien membre du gouvernement de la Nouvelle-Calédonie de 1999 à 2009)

### Groupe Les Républicains au Congrès
Les dix membres du Congrès de la Nouvelle-Calédonie ayant signé la déclaration de constitution du groupe le 10 juillet 2015, et qui en sont donc les membres à partir du 16 juillet, sont les suivants :
- un élu issu de l'assemblée de la Province Nord :
  - Francis Euriboa (Rassemblement, tête de la liste « Entente provinciale Nord » en 2014, membre du conseil des anciens et président de l'Amicale culturelle, religieuse et tribale de la tribu de Nediouen, chef de l'opposition municipale de Houaïlou)
- neuf élus issus de l'assemblée de la Province Sud, dont sept élus en 2014 avec la liste du Front pour l'unité menée par Cynthia Ligeard et deux élues la même année sur la liste de l'Union pour la Calédonie dans la France menée par Sonia Backès :
  - Nicole Andréa-Song (Rassemblement, déléguée à l'agriculture et à la ruralité du parti, Nouméa)
  - Sonia Backès (MPC dissidente, ancienne secrétaire générale du parti de 2013 à 2015, tête de la liste « Union pour la Calédonie dans la France » en 2014, présidente du groupe, ancienne membre du gouvernement de la Nouvelle-Calédonie de 2009 à 2014 et de 2014 à 2015, ancienne présidente du groupe UCF de mai à juin 2014, ancienne secrétaire générale par intérim du Rassemblement-UMP de 2012 à 2013, conseillère municipale d'opposition de Nouméa)
  - Grégoire Bernut (Avenir ensemble puis Rassemblement, secrétaire général adjoint de ce dernier parti chargé de la communication, coordinateur et porte-parole du FPU, vice-président du groupe, président du groupe FPU-EPN de 2014 à 2015, Nouméa)
  - Isabelle Lafleur (RPC, présidente du parti, chef d'entreprise, fille de l'ancien chef historique du camp anti-indépendantiste Jacques Lafleur, conseillère municipale d'opposition de Nouméa)
  - Yoann Lecourieux (Rassemblement, secrétaire général adjoint du parti chargé de la vie du mouvement, Nouméa), depuis le 5 juin 2014 en remplacement de Cynthia Ligeard.
  - Harold Martin (Avenir ensemble, président du parti, chef du groupe à l'assemblée provinciale, ancien président du gouvernement de 2007 à 2009 et de 2011 à 2014, ancien président du Congrès de 1997 à 1998, de 2004 à 2007 et de 2009 à 2011, signataire de l'accord de Nouméa, maire de Païta)
  - Rusmaeni Sanmohamat (Rassemblement, co-déléguée à la vie associative et à la condition féminine du parti, vice-présidente du groupe FPU-EPN de 2014 à 2015, ancienne présidente de l'Association indonésienne de Nouvelle-Calédonie de 2003 à 2007, conseillère municipale du Mont-Dore)
  - Thierry Santa (Rassemblement, secrétaire général du parti, président du Congrès depuis 2015, conseiller municipal de Païta, ancien secrétaire général de la mairie du Mont-Dore de 2000 à 2001 et de 2004 à 2013)
  - Henriette Wahuzue-Falelavaki (Rassemblement, co-déléguée à la vie associative et à la condition féminine du parti, conseillère municipale de Dumbéa, ancienne 2e adjointe au maire de 2008 à 2014)

### Autres élus provinciaux
Outre ces élus, trois autres personnalités siègent également au sein de l'Assemblée de la Province Sud sous l'étiquette des « Républicains », dont deux issus de la liste du Front pour l'unité et une de celle de l'Union pour la Calédonie dans la France menée par Sonia Backès :
- Alesio Saliga (Avenir ensemble)
- Pascale Doniguian-Panchou (secrétaire générale du parti, ancienne élue au Congrès de 2011 à 2014)
- Paule Gargon (MPC dissidente)

### Maires
Six maires sur les trente-trois de l'archipel, et sur les quatorze non-indépendantistes, ont rejoint cette fédération des Républicains de Nouvelle-Calédonie :
- Dumbéa : Georges Naturel (depuis 2008, vice-président du Rassemblement, ancien élu du Congrès de 2009 à 2014, ancien président du groupe Rassemblement-UMP au Congrès de 2009 à 2012, ancien membre du gouvernement de la Nouvelle-Calédonie en 2002)
- Mont-Dore : Éric Gay (depuis 2003, vice-président du Rassemblement, ancien secrétaire général du parti de 2006 à 2012, ancien élu du Congrès de 2004 à 2014, ancien 1er vice-président de l'Assemblée de la Province Sud de 2009 à 2011)
- Païta : Harold Martin (depuis 1995, président fondateur de l'Avenir ensemble, signataire de l'accord de Nouméa, élu du Congrès et chef du groupe à l'Assemblée de la Province Sud, ancien président du Congrès de 1997 à 1998, de 2004 à 2007 et de 2009 à 2011, ancien président du gouvernement de la Nouvelle-Calédonie de 2007 à 2009 et de 2011 à 2014)
- Koumac : Wilfrid Weiss (depuis 2008, vice-président de Tous Calédoniens)
- Boulouparis : Alain Lazare (depuis 1995, vice-président du Rassemblement, ancien élu du Congrès de 2009 à 2014, ancien 1er vice-président de l'Assemblée de la Province Sud de 2011 à 2014, ancien membre du gouvernement de la Nouvelle-Calédonie de 2001 à 2004 et en 2007)
- Île des Pins : Hilarion Vendégou (de 1989 à 2014 et depuis 2015, vice-président du Rassemblement, sénateur, ancien élu du Congrès de 2009 à 2011, grand-chef coutumier)

## Participation aux échéances nationales de 2017 et éclatement

### Élection présidentielle de 2017
En tant que fédération néo-calédonienne du parti Les Républicains, elle est chargée d'organiser le vote dans l'archipel pour la primaire ouverte de la droite et du centre de novembre 2016. La plupart de ses figures se sont engagées auprès de l'un des candidats à cette primaire :
- pour Nicolas Sarkozy : Pierre Frogier (Le Rassemblement, président du comité de soutien local), Sonia Backès (dissidente MPC), Harold Martin (Avenir ensemble), Éric Gay (Le Rassemblement), Georges Naturel (Le Rassemblement), Maurice Ponga (Le Rassemblement), Thierry Santa (Le Rassemblement)[10], Alain Lazare (Le Rassemblement), Rusmaeni Sanmohamat (Le Rassemblement), Nicole Andréa-Song (Le Rassemblement), Virginie Ruffenach (Le Rassemblement).
- pour Alain Juppé : Simon Loueckhote (LMD, porte-parole du comité de soutien local), Grégoire Bernut (Le Rassemblement ex-Avenir ensemble), Didier Leroux (indépendant ex-MoDem), associés en cela avec des élus de l'UCF et de Calédonie ensemble.
- pour François Fillon : Bernard Deladrière (Le Rassemblement, président du comité de soutien local), Hilarion Vendégou (Le Rassemblement).
- pour Bruno Le Maire : Cynthia Ligeard (Le Rassemblement, présidente du comité de soutien local).

### Élections législatives de 2017
Les élections législatives de juin 2017 marquent l'explosion de la coalition, sur fond de profondes divisions entre le Rassemblement et les autres formations quant à l'attitude à adopter vis-à-vis de Calédonie ensemble (concertation ou ferme opposition), des indépendantistes (négociation dès avant la consultation sur l'accession de la Nouvelle-Calédonie à la pleine souveraineté prévue en 2018 ou non) ou de ce référendum de sortie (« nouvel accord » afin d'éviter un « référendum couperet » ou au contraire la consultation avec la question prévue par l'accord de Nouméa afin de « purger » définitivement la question de l'indépendance).
Ainsi, les partis composant cette alliance vont présenter ou soutenir deux ou trois candidats différents dans les deux circonscriptions :
- dans la première circonscription :
  - Bernard Deladrière, signataire de l'accord de Nouméa, fidèle partisan et ancienne éminence grise de Pierre Frogier, membre du gouvernement de 2009 à 2011 et depuis 2014, est investi par le Rassemblement puis par le parti national Les Républicains en janvier 2017[11]. Il n'arrive que quatrième du premier tour avec 3 921 voix et 14,05 % des suffrages exprimés, et appelle à voter pour le candidat de Calédonie ensemble, Philippe Dunoyer, pour le second tour (ce dernier étant alors élu) ;
  - Sonia Backès, présidente du groupe au Congrès depuis 2015 et dissidente du Rassemblement en 2013 puis du MPC en 2015 (deux partis dont elle a été tour à tour la secrétaire générale et donc la numéro deux, aux côtés successivement de Pierre Frogier puis de Gaël Yanno), ancienne membre du gouvernement de 2009 à 2015, se présente en février 2017 avec le soutien de l'ensemble des personnalités ou formations membres des Républicains de Nouvelle-Calédonie et extérieures au Rassemblement (Harold Martin, Didier Leroux, Simon Loueckhote, le RPC d'Isabelle Lafleur), ainsi que par de jeunes militants qui l'ont suivie du Rassemblement au MPC puis aux Républicains de Nouvelle-Calédonie (Jean-Gabriel Favreau qui est son suppléant, Christopher Gygès)[12],[13]. Elle arrive en deuxième position du premier tour, avec 4 821 voix et 17,27 % des suffrages, derrière Philippe Dunoyer de Calédonie ensemble. Au second tour, elle est battue par ce dernier, avec 12 256 votes et 40,85 % des voix.
- dans la deuxième circonscription :
  - le Rassemblement de Pierre Frogier apporte son soutien dès le premier tour au candidat de Calédonie ensemble, le député sortant UDI Philippe Gomès, qui obtient par ailleurs l'investiture nationale des Républicains. Il arrive deuxième du premier tour derrière le candidat indépendantiste de l'UNI Louis Mapou, avec 23,94 % des suffrages, avant d'être réélu au second tour grâce au soutien de la nouvelle « Plateforme commune » unissant le Rassemblement, Calédonie ensemble, le MPC et Tous Calédoniens de Pascal Vittori, et malgré le refus d'Harold Martin de voter pour lui.
  - Harold Martin, signataire de l'accord de Nouméa, maire de Païta depuis 1995, ancien président du gouvernement de 2007 à 2009 et de 2011 à 2014 ainsi que du Congrès de 1997 à 1998, de 2004 à 2007 et de 2009 à 2011, se présente en essayant, sans succès, d'obtenir l'investiture nationale des Républicains. Président fondateur de l'Avenir ensemble, parti devenu presque inexistant et limité à sa seule personne à la suite des élections provinciales de 2014, il a le soutien de quelques élus ou personnalités qui ont également adhéré à ce mouvement et ont depuis rejoint le Rassemblement ou sont des membres divers droite des Républicains de Nouvelle-Calédonie, comme Grégoire Bernut (qui est son suppléant) ou Didier Leroux. Il est également soutenu par les proches de Sonia Backès, Simon Loueckhote et le RPC. Ayant fait campagne autour de l'accusation faite à Philippe Gomès de préparer un « accord occulte » pour organiser une « indépendance-association », il est éliminé au premier tour en arrivant troisième sur neuf candidats (et deuxième sur cinq non-indépendantistes) avec 5 752 voix et 15,36 % des suffrages exprimés. Il est le seul candidat non-indépendantiste qui indique sa volonté de ne pas voter pour Philippe Gomès au second tour.
  - enfin, le dernier candidat issu des Républicains de Nouvelle-Calédonie est Pascal Vittori, président fondateur de Tous Calédoniens depuis 2014 et délégué local du parti national Nouveau Centre (rebaptisé en 2016 Les Centristes) depuis 2007, chef de l'opposition municipale à Bouloupari depuis 2008, ancien membre de l'Avenir ensemble de 2004 à 2014, ancien porte-parole du gouvernement de 2007 à 2009 et ancien 2e vice-président de l'Assemblée de la Province Sud de 2011 à 2014. Il arrive sixième du premier tour, avec 2 556 voix et 6,83 % des suffrages exprimés, puis se rallie à la « Plateforme commune » derrière Philippe Gomès pour le second tour.

## Le groupement de 2018 à 2019

### Formation
Les divergences se multiplient au sein de la « Plateforme commune » entre Calédonie ensemble et Le Rassemblement, notamment au sujet des discussions menées dans le cadre du groupe « Sur le chemin de l’avenir », surnommé dans la presse le « G 10 », formé sur la proposition du Premier ministre Édouard Philippe afin de préparer l'après référendum d'autodétermination et d'apaiser les tensions entre les différents partenaires indépendantistes et non-indépendantistes. Ainsi, dès le 28 février 2010, le président du Congrès Thierry Santa avait quitté ce groupe (comme Sonia Backès des Républicains calédoniens). Pour autant, la coalition s'était maintenue et, après une nouvelle médiation d'Édouard Philippe au cours d'un Comité des signataires à la fin du mois de mars 2018, le « G10 » est reformé. Puis, Thierry Santa ainsi que Pierre Frogier (et de nouveau Sonia Backès) quittent une nouvelle fois le « G10 » le 31 mai 2018, accusant Calédonie ensemble, le Palika mais aussi Gaël Yanno du MPC (critiqué de plus en plus au sein de son parti, y compris par les deux autres élus, Gil Brial et Isabelle Champmoreau) d'avoir formé une « alliance politique » pour « obtenir un accord politique qui s’imposerait aux Calédoniens quel que soit le résultat de la consultation du 4 novembre ». Refusant toutes nouvelles discussions politiques avant le référendum et voulant se consacrer exclusivement à la campagne pour le « non », le Rassemblement mais aussi le MPC (représenté par Gil Brial) et Tous Calédoniens de Pascal Vittori annoncent leur départ de la « Plateforme commune » et la création d'un groupement « Les Républicains » le 13 juin 2018. 

### Élus de 2018 à 2019

#### Parlementaires
Les deux parlementaires du Rassemblement ont rejoint ce groupement Les Républicains - Le Rassemblement-MPC-Tous Calédoniens.
Il s'agit de l'unique sénateur, élu en 2011 et réélu en 2017 sur une liste conjointe avec Calédonie ensemble, membre du groupe Les Républicains (et avant 2015, du groupe UMP) : 
- Pierre Frogier (président du Rassemblement depuis 2005, signataire de l'accord de Nouméa, ancien député RPR puis UMP de la 2e circonscription de 1996 à 2011, ancien élu du Congrès de 1985 à 2001 et de 2007 à 2014, ancien président du gouvernement de la Nouvelle-Calédonie de 2001 à 2004, ancien membre du gouvernement de la Nouvelle-Calédonie de 2001 à 2007, ancien président du Congrès de 1995 à 1997 et de 2007 à 2009, ancien président de l'Assemblée de la Province Sud de 2009 à 2012, ancien maire du Mont-Dore de 1987 à 2001).

S'y ajoute un député européen, élu depuis 2009 dans la section Pacifique de la circonscription Outre-Mer française, qui siège au sein du groupe du Parti populaire européen (PPE), et qui ne se représente pas aux élections européennes de 2019 :
- Maurice Ponga (président du comité d'éthique du Rassemblement, ancien élu du Congrès et de l'assemblée de la Province Nord de 1996 à 1999, ancien membre du gouvernement de la Nouvelle-Calédonie de 1999 à 2009).

#### Groupe Les Républicains - Rassemblement-MPC au Congrès
Si sept membres sont annoncés le 13 juin 2018, le site du Congrès n'annonce que six membres du groupe au 22 juin 2018, Gaël Yanno étant simplement listé comme « Mouvement populaire calédonien » :
- un élu issu de l'assemblée de la Province Nord :
  - Francis Euriboa (Rassemblement, tête de la liste « Entente provinciale Nord » en 2014, membre du conseil des anciens et président de l'Amicale culturelle, religieuse et tribale de la tribu de Nediouen, chef de l'opposition municipale de Houaïlou)
- cinq élus issus de l'assemblée de la Province Sud, dont quatre élus en 2014 avec la liste du Front pour l'unité menée par Cynthia Ligeard et un élu la même année sur la liste de l'Union pour la Calédonie dans la France menée par Sonia Backès :
  - Gil Brial (MPC, vice-président du parti, 3e puis 2e vice-président de l'Assemblée de la Province Sud depuis 2012, conseiller municipal de Dumbéa)
  - Yoann Lecourieux (Rassemblement, secrétaire général adjoint du parti chargé de la vie du mouvement, Nouméa), depuis le 5 juin 2014 en remplacement de Cynthia Ligeard.
  - Rusmaeni Sanmohamat (Rassemblement, co-déléguée à la vie associative et à la condition féminine du parti, vice-présidente du groupe FPU-EPN de 2014 à 2015, ancienne présidente de l'Association indonésienne de Nouvelle-Calédonie de 2003 à 2007, conseillère municipale du Mont-Dore)
  - Thierry Santa (Rassemblement, ancien secrétaire général du parti de 2013 à 2016, président du Congrès depuis 2015, conseiller municipal de Païta, ancien secrétaire général de la mairie du Mont-Dore de 2000 à 2001 et de 2004 à 2013)
  - Henriette Wahuzue-Falelavaki (Rassemblement, co-déléguée à la vie associative et à la condition féminine du parti, conseillère municipale de Dumbéa, ancienne 2e adjointe au maire de 2008 à 2014)

#### Autres élus provinciaux
Outre ces élus, trois autres personnalités siégeant également au sein de l'Assemblée de la Province Sud ont rejoint le groupement « Les Républicains - Rassemblement-MPC » tout en siégeant toujours, au 22 juin 2018, dans deux groupes distincts (« Rassemblement-Les Républicains » pour les six du Rassemblement et l'UCF pour les deux MPC toujours officiellement associés à Gaël Yanno), dont une issue de la liste du Front pour l'unité de Cynthia Ligeard en 2014 et deux de celle de l'Union pour la Calédonie dans la France menée par Sonia Backès :
- Isabelle Champmoreau (MPC, groupe UCF, liste UCF en 2014, ancienne membre du gouvernement en 2007 et de 2015 à 2017).
- Pascale Doniguian-Panchou (Rassemblement depuis 2017, groupe « Rassemblement-Les Républicains », ex-LMD, liste FPU en 2014, ancienne élue au Congrès de 2011 à 2014).
- Eugène Ukeiwé (Rassemblement depuis 2016, groupe « Rassemblement-Les Républicains », ex-MPC, liste UCF en 2014).

#### Maires
Cinq des trente-trois maires ont rejoint le groupement Les Républicains - Rassemblement-MPC-Tous Calédoniens :
- Dumbéa : Georges Naturel (depuis 2008, vice-président du Rassemblement, ancien élu du Congrès de 2009 à 2014, ancien président du groupe Rassemblement-UMP au Congrès de 2009 à 2012, ancien membre du gouvernement de la Nouvelle-Calédonie en 2002)
- Mont-Dore : Éric Gay (depuis 2003, vice-président du Rassemblement, ancien secrétaire général du parti de 2006 à 2012, ancien élu du Congrès de 2004 à 2014, ancien 1er vice-président de l'Assemblée de la Province Sud de 2009 à 2011)
- Koumac : Wilfrid Weiss (depuis 2008, vice-président de Tous Calédoniens)
- Boulouparis : Alain Lazare (depuis 1995, vice-président du Rassemblement, ancien élu du Congrès de 2009 à 2014, ancien 1er vice-président de l'Assemblée de la Province Sud de 2011 à 2014, ancien membre du gouvernement de la Nouvelle-Calédonie de 2001 à 2004 et en 2007)
- Île des Pins : Hilarion Vendégou (de 1989 à 2014 et depuis 2015, vice-président du Rassemblement, sénateur UMP puis LR de 2011 à 2017, ancien élu du Congrès de 2009 à 2011, grand-chef coutumier)

## Participation à L'Avenir en confiance de 2019 à 2022
Pour les élections provinciales du 12 mai 2019, ce groupement « Les Républicains » s'allie aux Républicains calédoniens de Sonia Backès en février 2019 dans la coalition électorale de L'Avenir en confiance, le nouveau président du Rassemblement, Thierry Santa, formant un tandem avec Sonia Backès pour mener la liste en Province Sud, cette dernière prenant la première place et lui la deuxième. En Province Nord, cette union prend le nom d'« Agissons pour le Nord » sous la conduite du maire Rassemblement de Kouaoua Alcide Ponga. Le 20 mars 2019, L'Avenir en confiance devient également un groupe politique au Congrès, et Thierry Santa en prend la présidence. Ils remportent la victoire en Province Sud avec 20 élus sur 40 à l'Assemblée de province, tandis que la liste du Nord devient la seule liste non-indépendantiste représentée dans cette province avec trois élus sur 22 (deux du Rassemblement et un de Tous Calédoniens), et ils deviennent le premier groupe du Congrès, avec 18 sièges sur 54.
La fédération néo-calédonienne des Républicains en tant que coalition électorale locale distincte de L'Avenir en confiance n'est vraiment réactivée qu'à l'occasion des campagnes pour les élections nationales de 2022, en se limitant cette fois-ci aux deux partis du Rassemblement et de Tous Calédoniens (le MPC ou les personnalités qui restaient, individuellement, des militants Républicains au sein des Républicains calédoniens, à commencer par Sonia Backès, ayant rejoint Emmanuel Macron et La République en marche, tandis que certaines personnalités isolées du Rassemblement, comme Brieuc Frogier, ont un temps soutenu Éric Zemmour). Ainsi, le 5 janvier 2022, ils créent un comité de soutien néo-calédonien à la candidate des Républicains pour l'élection présidentielle, Valérie Pécresse, représentée localement par Virginie Ruffenach (vice-présidente du Rassemblement et présidente du groupe L'Avenir en confiance au Congrès) et Pascal Vittori (président de Tous Calédoniens, maire de Boulouparis et délégué pour la Nouvelle-Calédonie du parti Les Centristes - Le Nouveau Centre). Puis, pour les élections législatives de cette même année, sans attendre de discuter d'éventuelles candidatures communes de L'Avenir en confiance, ils présentent le 30 mars suivant Virginie Ruffenach dans la 1re circonscription et Thierry Santa dans la 2e. 

## Des groupes communs avec le RN depuis 2022
Cela va provoquer l'éclatement de L'Avenir en confiance, puisque les 10 élus macronistes des Républicains calédoniens et du MPC, rejoints par Brieuc Frogier qui fait alors dissidence du Rassemblement (et qui a fini par soutenir Emmanuel Macron au second tour de la présidentielle) et par l'élu non-inscrit de Générations NC Nicolas Metzdorf (lui-même un dissident de Calédonie ensemble depuis 2019), forment leur propre groupe au Congrès le 13 avril 2022 baptisé « Les Loyalistes ». De plus, ces élus « Loyalistes » se rapprochent de Calédonie ensemble avec qui ils présentent des candidatures communes (le sortant Philippe Dunoyer de Calédonie ensemble dans la 1re circonscription et Nicolas Metzdorf dans la 2e), tous deux élus alors que les candidats LR, Virginie Ruffenach et Thierry Santa, ont été battus dès le premier tour (avec respectivement 13,98 % et 21,79 % des suffrages).
À partir de là, les six représentants du Rassemblement au Congrès, associés à l'unique élu du Rassemblement national (RN) Guy-Olivier Cuénot, forment désormais à eux seuls le groupe L'Avenir en confiance, toujours présidé par Virginie Ruffenach. En revanche, ils quittent celui de l'Assemblée de la Province Sud pour former le 27 juin 2022 le groupe « Agissons pour le Sud » dirigé par Nadine Jalabert (du Rassemblement) et composé de 6 membres (5 Rassemblement et 1 RN).

### Élus depuis 2022

#### Parlementaires
L'unique parlementaire du Rassemblement est également membre de cette fédération et coalition Les Républicains.
Il s'agit toujours de l'unique sénateur membre du groupe Les Républicains (et avant 2015, du groupe UMP), élu en 2011 et réélu en 2017 : 
- Pierre Frogier (président du Rassemblement de 2005 à 2018, signataire de l'accord de Nouméa, ancien député RPR puis UMP de la 2e circonscription de 1996 à 2011, ancien élu du Congrès de 1985 à 2001 et de 2007 à 2014, ancien président du gouvernement de la Nouvelle-Calédonie de 2001 à 2004, ancien membre du gouvernement de la Nouvelle-Calédonie de 2001 à 2007, ancien président du Congrès de 1995 à 1997 et de 2007 à 2009, ancien président de l'Assemblée de la Province Sud de 2009 à 2012, ancien maire du Mont-Dore de 1987 à 2001).

#### Membres du gouvernement
Lors de la désignation du 17e gouvernement, le 17 février 2021, le groupe L'Avenir en confiance au Congrès avait présenté une liste sans alliance menée par le président sortant Thierry Santa, du Rassemblement. Cette liste obtient 18 voix, soit 17 venant de son groupe (un des bulletins, sans savoir lequel, s'étant porté sur la liste de l'Union nationale pour l'indépendance UNI) en plus de celle du non-inscrit Nicolas Metzdorf de Générations NC, elle gagne 4 des 11 sièges à pourvoir, à savoir les mêmes personnalités que dans l'exécutif précédent qui continuent donc de laisser leur siège au Congrès et à l'Assemblée provinciale du Sud à leur suivant de liste après leur entrée en fonction effective le 16 juillet 2021. Parmi ceux-ci, et après l'éclatement de L'Avenir en confiance en 2022, deux de ces membres font partie des Républicains :
- Thierry Santa (président du Rassemblement depuis 2018, membre chargé du Travail, de l'Emploi, de la Formation professionnelle, de la Politique du « bien vieillir », du Handicap, de la Recherche et de la Valorisation des ressources naturelles depuis 2021, ancien président du gouvernement de 2019 à 2021, ancien président du Congrès de 2015 à 2018, ancien président du groupe L'Avenir en confiance au Congrès en 2019, ancien conseiller municipal de Païta de 2014 à 2020)
- Yoann Lecourieux (Le Rassemblement, membre chargé des Politiques du développement, d'aménagement et de cohésion du territoire, de la Mise en œuvre des contrats de développement, du Suivi des Grands projets, des Assurances, du Droit civil, du Droit commercial et du suivi des Questions monétaires, de la Francophonie, de l'Audiovisuel et des Relations avec les communes depuis 2021, ancien membre chargé du Budget, des Finances, des Assurances, du Droit civil, du Droit commercial, des Questions monétaires, du Suivi des Grands Projets, de la Francophonie, des Relations avec le Congrès, les Provinces et les communes de 2019 à 2021, ancien 3e vice-président de l'Assemblée de la Province Sud en 2019, ancien membre du Congrès de 2014 à 2019)

#### Groupe L'Avenir en confiance au Congrès
Sur les sept membres restants depuis le 13 avril 2022 au sein du groupe L'Avenir en confiance, six sont membres des Républicains (tous du Rassemblement) :
- deux élus issus de l'assemblée de la Province Nord :
  - Pascale Chiara-Montagnat (Rassemblement, conseillère municipale d'opposition de Koné depuis 2020)
  - Alcide Ponga (vice-président exécutif adjoint puis vice-président du Rassemblement, tête de la liste « Agissons pour le Nord » en 2019, maire de Kouaoua depuis 2014)
- quatre élus issus de l'assemblée de la Province Sud :
  - Nadine Jalabert (conseillère municipale du Mont-Dore depuis 2014)
  - Virginie Ruffenach (secrétaire générale de 2016 à 2021 puis vice-présidente du Rassemblement, co-porte-parole de L'Avenir en confiance de 2019 à 2022, présidente du groupe depuis 2019, ancienne conseillère municipale de Nouméa de 2008 à 2014)
  - Aniseta Tufele (ancienne conseillère municipale de Païta de 2014 à 2020), membre du Congrès depuis le 6 juillet 2019 en remplacement de Thierry Santa (élu au gouvernement)
  - Laura Vendégou (fille de l'ancien grand-chef, maire et sénateur Hilarion Vendégou, conseillère municipale de l'Île des Pins)

#### Autres élus provinciaux
Outre ces élus, deux autres personnalités siégeant également au sein des Assemblées de la Province Sud (groupe « Agissons pour le Sud » dirigé par Nadine Jalabert depuis 2022) et de la Province Nord (groupe « Agissons pour le Nord » mené par Alcide Ponga depuis 2019) font partie des Républicains :
- Lionel Paagalua (Le Rassemblement, conseiller provincial du Sud en remplacement de Christopher Gygès depuis le 6 juillet 2019, 9e adjoint au maire du Mont-Dore depuis 2020)
- Wilfrid Weiss (vice-président de Tous Calédoniens, conseiller provincial du Nord depuis 2019, maire de Koumac depuis 2008)

#### Maires
Six des trente-trois maires sont membres des Républicains :
- Dumbéa : Georges Naturel (depuis 2008, vice-président du Rassemblement, ancien élu du Congrès de 2009 à 2014, ancien président du groupe Rassemblement-UMP au Congrès de 2009 à 2012, ancien membre du gouvernement de la Nouvelle-Calédonie en 2002)
- Mont-Dore : Eddie Lecourieux (depuis 2019, Rassemblement)
- Koumac : Wilfrid Weiss (depuis 2008, conseiller provincial du Nord depuis 2019, vice-président de Tous Calédoniens)
- Boulouparis : Pascal Vittori (depuis 2020, président de Tous Calédoniens, ancien élu du Congrès de 2004 à 2007 et de 2009 à 2014, ancien 2e vice-président de l'Assemblée de la Province Sud de 2011 à 2014, ancien membre du gouvernement de la Nouvelle-Calédonie de 2007 à 2009)
- Île des Pins : Christophe Vakié (depuis 2019, Rassemblement)
- Kouaoua : Alcide Ponga (depuis 2014, vice-président exécutif adjoint puis vice-président du Rassemblement, chef du groupe « Agissons pour le Nord » à l'Assemblée de la Province Nord et membre du Congrès depuis 2019)